# روخيليو ألفاريز
روخيليو ألفاريز هو لاعب كرة قاعدة كوبي، ولد في 18 أبريل 1938 في بينار ديل ريو في كوبا، وتوفي في 30 نوفمبر 2012 في هياليه في الولايات المتحدة.

## وصلات خارجية
- روخيليو ألفاريز على موقعبيزبول رفرنس.كوم (الدوري الرئيسي) (الإنجليزية)
- روخيليو ألفاريز على موقعبيزبول رفرنس.كوم (الدوري الثانوي) (الإنجليزية)
- روخيليو ألفاريز على موقع إي إس بي إن.كوم (أم.أل.بي) (الإنجليزية)
- روخيليو ألفاريز على موقع مشجعي الرسوم البيانية (الإنجليزية)